# Lekturama's Luister Sprookjes en Vertellingen
Lekturama's Luister Sprookjes en Vertellingen is een serie bestaand uit uit 39 gekartonneerde boeken met bijbehorende cassettebandjes in opbergbox, uitgebracht door Lekturama. De sprookjes worden voorgelezen door Frans van Dusschoten en Trudy Libosan.

## Eerste serie
1. Assepoester, 15 verhalen, 1984
2. Hans en Grietje, 11 verhalen, 1984
3. Doornroosje, 11 verhalen, 1984
4. Repelsteeltje, 13 verhalen, 1984
5. Duimelijntje, 12 verhalen, 1984
6. Het Lelijke Jonge Eendje, 14 verhalen, 1984
7. Heidi, 10 verhalen, 1984
8. Roodkapje, 15 verhalen, 1984
9. Sneeuwwitje, 13 verhalen, 1984
10. De Wolf en de Zeven Geitjes, 12 verhalen, 1985
11. Klein Duimpje, 11 verhalen, 1985
12. Aladin en de Wonderlamp, 12 verhalen, 1985
13. Klaas Vaak, 12 verhalen, 1985
14. De Kikkerprins, 14 verhalen, 1985
15. Tijl Uilenspiegel, 11 verhalen, 1985
16. Zwaan Kleef aan, 13 verhalen, 1985
17. Tafeltje Dek je, Ezeltje Strek je, 12 verhalen, 1985
18. De Onnozele Hals, 12 verhalen, 1985
19. Vrouw Holle, 13 verhalen, 1985
20. Het Dappere Kleermakertje, 12 verhalen, 1985
21. De Rattenvanger van Hamelen, 14 verhalen, 1985
22. De Kleine Zeemeermin, 11 verhalen, 1986
23. De Bremer Stadsmuzikanten, 11 verhalen, 1986
24. De Ganzenhoedster, 11 verhalen, 1986
25. Het Meisje met de Zwavelstokjes, 10 verhalen, 1986
26. De Chinese Nachtegaal, 13 verhalen, 1986
27. Gelukkige Hans, 10 verhalen, 1986

## Tweede serie
1. Koning lijsterbaard
2. De kalief ooievaar
3. De geitenhoeder en de prinses
4. Het huisje in het bos
5. Aboekier en Aboezier
6. Ali Baba en de 40 rovers
7. Prins Kamar en Prinses Boedoer
8. Rosalie en de grijze muis
9. De gouden vogel
10. Het levenswater
11. De zeven raven
12. De betoverde prinses